# Yanworth
Yanworth – wieś i civil parish w Anglii, w hrabstwie Gloucestershire, w dystrykcie Cotswold. Leży 26 km na wschód od miasta Gloucester i 127 km na zachód od Londynu. W 2011 roku civil parish liczyła 112 mieszkańców. Yanworth jest wspomniana w Domesday Book (1086) jako Teneurde.